# Дана Айві
Дана Айві (англ. Dana Ivey; нар. 12 серпня 1941, Атланта, Джорджія, США) — американська акторка. П'ятиразова номінантка на премію «Тоні» за свою роботу на Бродвеї, лавреатка премії «Драма Деск» 1997 року за найкращу жіночу роль у виставі за її роботу в «Сексі та тузі» та «Остання ніч Балліху». Зіграла головну роль у постановці «За кермом міс Дейзі». Серед її появ у фільмах: «Барва пурпурова» (1985), «Несусвітні шахраї» (1988), «Родина Адамсів» (1991), «Сам удома 2: Загублений у Нью-Йорку» (1992), «Несплячі в Сіетлі» (1993), «Моральні цінності сімейки Адамсів» (1993), «Кохання з повідомленням» (2002), «Білявка в законі 2» (2003), «Година пік 3» (2007) і «Прислуга» (2011).

## Біографія
Народилася в Атланті, штат Джорджія. Її мама, Мері Нелл Айві Сантакроче (до шлюбу Маккойн), була вчителем, логопедом й акторкою, яка знялася у постановках «За кермом міс Дейзі» та викладала в Університеті штату Джорджія. Джон Г'юстон вважав Мері Нелл «однією з трьох-чотирьох найвеличніших акторок світу». Її батько, Г'ю Догерті Айві, був фізиком і професором. У неї є молодший брат Джон і зведений брат Ерік Сантакроче, а також один племінник Еван Сантакроче від повторного шлюбу її матері з Данте Сантакроче.
Здобула ступінь бакалавра в Роллінз-колледжі у Вінтер-Парку, штат Флорида. Була членом жіночого братства Phi Mu й отримала грант Фулбрайта на вивчення драматургії в Лондонській академії музичного та драматичного мистецтва. У лютому 2008 року здобула ступінь почесного доктора (гуманітарних наук) у Роллінз-колледжі.

## Кар'єра

### Театр
Наприкінці 1970-х років брала участь у численних американських і канадських театральних постановках і працювала режисером DramaTech в Атланті у 1974—1977 роках, як і її мама у 1949—1966 роках. 1981 року дебютувала на Бродвеї, зігравши дві невеликі ролі у виставі «Макбет». Наступного року отримала важливішу роль другого плану у відновленні п'єси Ноеля Коварда «Сьогодні сміх», за яку отримала нагороду Кларенса Деруента як найкраща акторка у виставі. Отримала номінації на дві премії «Тоні» того ж сезону (1984) — за найкращу жіночу роль у мюзиклі Стівена Сондхейма «Неділя в парку з Джорджем» і за найкращу жіноча роль у виставі за відновлення «Будинку, де розбиваються серця» — цей успіх змогли повторити лише три акторки: Аманда Пламмер, Джен Максвелл і Кейт Бертон.
Участь в «Умовах Квотермейна» та «За кермом міс Дейзі» (головна роль) принесла їй нагороду «Обі», як і в постановці «Професії місіс Воррен» (2005).
2009 року зіграла на нью-йоркській прем'єрі «Суперечок в савані» Евана Сміта в «Playwrights Horizons». Серед інших акторів Мерілуїза Берк, Рід Бірні та Келлі Овербі.
У липні 2010 року з'явилася в ролі Вінні у «Щасливих днях» Семюела Бекета у «Westport Playhouse». 2011 року з'явилася в ролі міс Призми в бродвейській виставі «Як важливо бути серйозним». Зіграла місис Кандор у виставі «Школа скандалу» 2016 року в театрі Люсіль Лортел.
У грудні 2016 року її запросило Товариство Ноеля Коварда покласти квіти до статуї сера Ноеля Коварда в театрі Гершвіна на Мангеттені, щоб відсвяткувати 117-й день народження «Майстра».

### Кіно
Кінодебют відбувся у науково-фантастичному фентезі-фільмі «Дослідники» Джо Данте 1985 року з Ітаном Гоуком і Рівер Фенікс. Її перша велика поява на екрані відбулася в екранізації Стівена Спілберга «Барва пурпурова» Еліс Вокер того ж року. Серед інших її робіт у фільмах — «Несусвітні шахраї», ремейк «Сабріни» 1995 року, «Саймон Бірч», «Листівки з краю безодні», «Сам удома 2: Загублений у Нью-Йорку», «Родина Адамсів», «Несплячі в Сіетлі», «Моральні цінності сімейки Адамсів», «Білявка в законі 2», «Пригоди Гека Фінна», «Країна чудіїв», «Година пік 3», «У пошуках свята», «Як важливо бути серйозним», а також у ролі матері героїні Сандри Баллок, місис Келсон, у фільмі «Кохання з повідомленням». 2011 року зіграла Грейс Хіггінботем у фільмі «Прислуга», який отримав схвалення критиків, і знялася у фільмі «Головвний бій Мухаммеда Алі».

### Телебачення
1978 року дебютувала на телебаченні в денній мильній опері «Пошук завтрашнього дня». Серед її телеролей головна роль у ситкомі «Тиха вулиця» разом із Лоні Андерсон і гостьова роль у «Убивчий відділ», «Закон і порядок», «Фрейзер», «В'язниця Оз», «Практика», «Секс і місто», «Не краса по-американськи», «Підпільна імперія», «Монк» (епізод «Містер Монк й інший детектив»).

## Фільмографія
| Рік       |    | Українська назва                    | Оригінальна назва                              | Роль               |
| --------- | -- | ----------------------------------- | ---------------------------------------------- | ------------------ |
| 1962      | с  | Волоцюги                            | The Beachcomber                                | Калана             |
| 1981      | с  | Інший світ                          | Another World                                  | медсестра          |
| 1982      | с  | Маленька Глорія... Нарешті щаслива  | Little Gloria… Happy at Last                   |                    |
| 1982      | тф | Макбет                              | Macbeth                                        | відьма             |
| 1985—1990 | с  | Величні вистави                     | Great Performances                             | Гертруда/Аріадна   |
| 1985      | ф  | Дослідники                          | Explorers                                      | місис Мюллер       |
| 1985      | ф  | Барва пурпурова                     | The Color Purple                               | міс Міллі          |
| 1986      | ф  | Ревнощі                             | Heartburn                                      | гість              |
| 1986      | с  | Американський театр                 | American Playhouse                             | Івонн/Наомі Айсен  |
| 1986—1987 | с  | Тиха вулиця                         | Easy Street                                    | Елеонор Стандарт   |
| 1988      | кф |                                     | The Appointments of Dennis Jennings            | ведуча             |
| 1988      | ф  | Інша жінка                          | Another Woman                                  | гість              |
| 1988      | ф  | Несусвітні шахраї                   | Dirty Rotten Scoundrels                        | місис Рід          |
| 1989      | с  | Страйкер                            | B.L. Stryker                                   | Габріелла Гарвуд   |
| 1990      | ф  | Листівки з краю безодні             | Postcards from the Edge                        | керівник гардеробу |
| 1991      | ф  | Родина Адамсів                      | The Addams Family                              | Маргарет Елфорд    |
| 1992      | ф  | Сам удома 2: Загублений у Нью-Йорку | Home Alone 2: Lost in New York                 | адміністратор      |
| 1992      | тф | Історія Джеррі Шервуда              | A Child Lost Forever: The Jerry Sherwood Story | Лоїс Джаргенс      |
| 1993      | тф | Випуск 61-го                        | Class of '61                                   | Джулія Пейтон      |
| 1993      | тф |                                     | Mama's Back                                    | Морін              |
| 1993      | ф  | Пригоди Гека Фінна                  | The Adventures of Huck Finn                    | вдова              |
| 1993      | ф  | Винен поза підозрою                 | Guilty as Sin                                  | суддя Томкінс      |
| 1993      | ф  | Несплячі в Сієтлі                   | Sleepless in Seattle                           | Клер               |
| 1978      | ф  | Моральні цінності сімейки Адамсів   | Addams Family Values                           | Маргарет Елфорд    |
| 1995      | ф  | Червона літера                      | The Scarlet Letter                             | Мередіт Стоунголл  |
| 1995      | ф  | Сабріна                             | Sabrina                                        | Мак                |
| 1995      | с  | Вбивство: Життя на вулиці           | Homicide: Life on the Street                   | Марджі Боландер    |
| 1996      | с  | Закон і порядок                     | Law & Order                                    | місис Шор          |
| 1997      | с  | Фрейзер                             | Frasier                                        | місис Лангер       |
| 1998      | ф  | Самозванці                          | The Impostors                                  | місис Ессендін     |
| 1998      | ф  | Саймон Бірч                         | Simon Birch                                    | бабуся Вентворт    |
| 1999      | ф  | Мамфорд                             | Mumford                                        | місис Крісп        |
| 1999      | ф  | Прогулянка Єгиптом                  | Walking Across Egypt                           | Беатріс Вернон     |
| 1999      | тф | Урок перед смертю                   | A Lesson Before Dying                          | Една Гайдрай       |
| 2000      | с  | В'язниця Оз                         | Oz                                             | Патріша Натан      |
| 2000      | ф  | Малюк                               | The Kid                                        | лікар Александер   |
| 2001      | с  | Центральна вулиця, 100              | 100 Centre Street                              | Каміла Віллоубай   |
| 2002      | ф  | Країна чудіїв                       | Orange County                                  | Вера Гантер        |
| 2002      | ф  | Кохання з повідомленням             | Two Weeks Notice                               | Рут Келсон         |
| 2003      | ф  | Білявка в законі 2                  | Legally Blonde 2: Red, White & Blonde          | Ліббі              |
| 2003      | с  | Практика                            | The Practice                                   | Наталі Браун       |
| 2004      | с  | Секс і місто                        | Sex and the City                               | Труді Сторк        |
| 2005      | с  | Монк                                | Monk                                           | місис Ілс          |
| 2006      | ф  | Дуже серйозна людина                | A Very Serious Person                          | Бетті              |
| 2007      | ф  | Кохання зі словником                | Broken English                                 | Елеонор Грегорі    |
| 2007      | ф  | Година пік 3                        | Rush Hour 3                                    | сестра Агнес       |
| 2008      | ф  | Місто привидів                      | Ghost Town                                     | Марджорі Піктголл  |
| 2008      | кф | Клер                                | Claire                                         | Барбара            |
| 2008      | с  | Повернення Єзавель Джеймс           | The Return of Jezebel James                    | Моллі              |
| 2009      | ф  | Куди поділися Моргани?              | Did You Hear About the Morgans?                | Тріш Пінгер        |
| 2010      | с  | Американські пригоди                | American Experience                            | квакерка           |
| 2010      | с  | Не краса по-американськи            | Ugly Betty                                     | Роберта            |
| 2010      | с  | Підпільна імперія                   | Boardwalk Empire                               | місис Макгеррі     |
| 2011      | ф  | Прислуга                            | The Help                                       | Грейсі             |
| 2011      | тф | Як важливо бути серйозним           | The Importance of Being Earnest                | міс Призм          |
| 2013      | с  | Невиліковне Це                      | The Big C                                      | Нан                |
| 2013      | ф  | Головний бій Мухаммеда Алі          | Muhammad Ali's Greatest Fight                  | місис Пейдж        |
| 2014      | ф  | До Парижа, як до неба пішки         | We'll Never Have Paris                         | Франсуаза          |
| 2015      | с  | Неправильна мама                    | Odd Mom Out                                    | місис Гардвік      |
| 2017      | кф |                                     | Professional Cuddler                           | Глорія             |
| 2017      | ф  | У пошуках свята                     | The Leisure Seeker                             | Ліліан             |
| 2017      | с  | Державний секретар                  | Madam Secretary                                | Неллі Гардвік      |
| 2018      | ф  | 8 подруг Оушена                     | Ocean's Eight                                  | Діана              |
| 2019      | кф |                                     | Georgica                                       | Дороті             |

### Ролі у театрі
- Макбет (1981)[20]
- Справжній сміх (1983)
- Будинок, де розбиваються серця (1984)
- Неділя в парку з Джорджем (1984)
- Зграя брехні (1985)
- Одруження Фігаро (1985)
- Нерозсудливість (1995)[21]
- Секс і туга (1996)[22]
- Остання ніч Балліху (1997)
- Чекаючи крил (1999/2000)
- Майор Барбара (2001)
- Генріх IV (2003)
- День смерті Джо Егга (2003)
- Суперники (2005)
- Батлі (2006)
- Як важливо бути серйозним (2011)

## Театральні премії та номінації
- «Драма Деск» 1983 року за найкращу жіночу роль у виставі (Умови Квотермейна, номінація)
- «Драма Деск» 1983 року за найкращу жіночу роль у п'єсі («Справжній сміх», номінація)
- «Тоні» 1984 року за найкращу жіночу роль у мюзиклі («Неділя в парку з Джорджем», номінація)
- «Тоні» 1984 року за найкращу жіночу роль у виставі («Будинок розбитих сердець», номінація)
- «Драма Деск» 1987 року за найкращу жіночу роль у п'єсі («За кермом міс Дейзі», номінація)
- «Тоні» 1997 року за найкращу жіночу роль у виставі («Остання ніч Баллігу», номінація)
- «Драма Деск» 1997 року за найкращу жіночу роль у виставі («Остання ніч Балліху» та «Секс і туга», переможець)
- 2005 «Тоні» за найкращу жіночу роль у виставі («Суперники», номінація)
- 2007 «Тоні» за найкращу жіночу роль у виставі («Батлі», номінація)
- 2008 Зал слави американського театру[23]